# Aphthona gracilipes
Aphthona gracilipes es un coleóptero de la familia Chrysomelidae. Fue descrita científicamente por primera vez en 1926 por Ogloblin.